# 北京勵駿酒店
39°54′54″N 116°25′09″E / 39.9150938°N 116.4191124°E

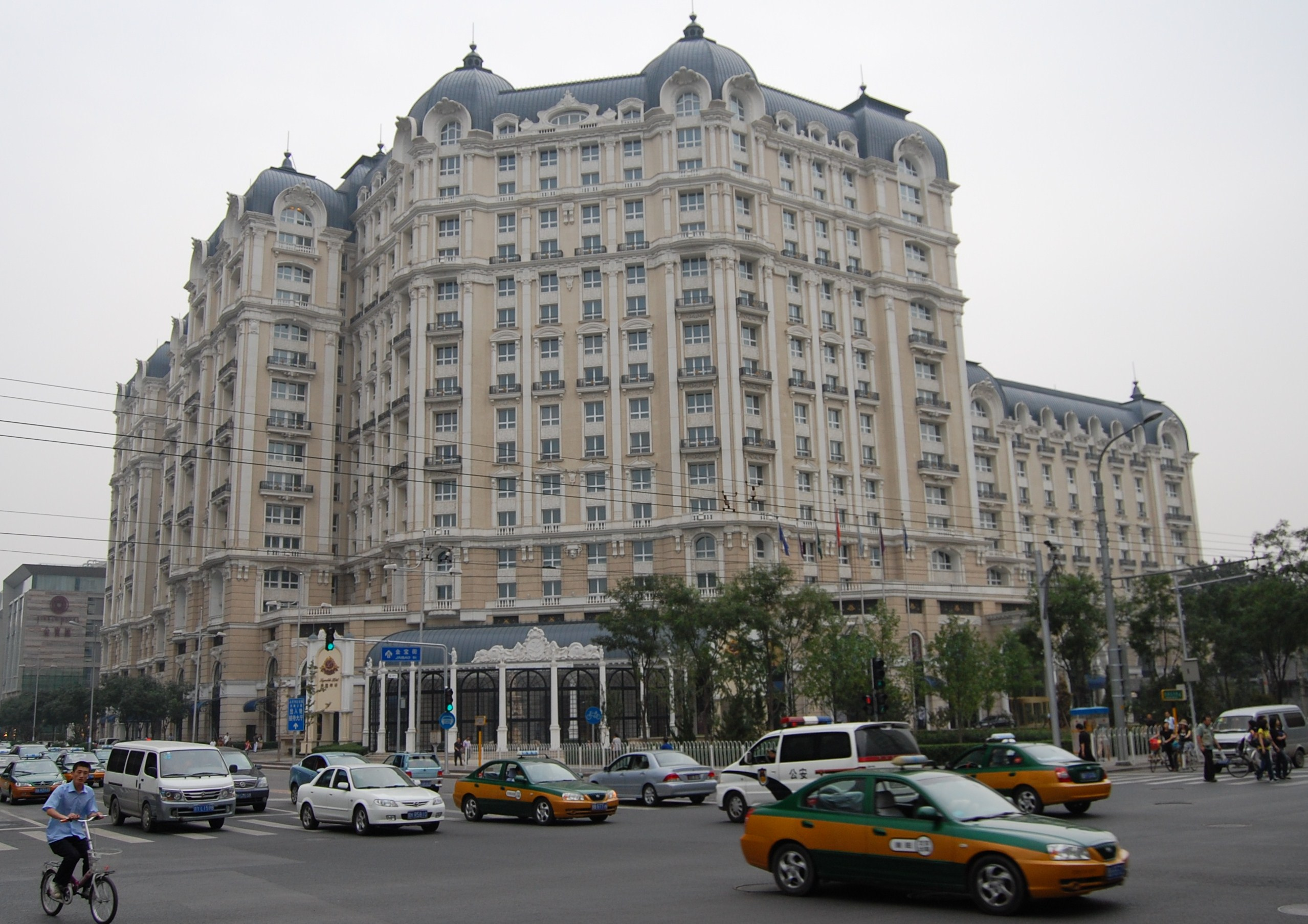
北京勵駿酒店

北京勵駿酒店（Legendale Hotel）位於中國北京市東城區金宝街90号。

## 简介
北京勵駿酒店是由澳門商人周錦輝投資興建的酒店，2008年啟用，是2008年北京奧運會的官方接待酒店之一。
北京勵駿酒店建设投資26億元人民幣，整個項目佔地面積1.7萬平方米，建築面積13萬平方米，分三幢樓。擁有390間客房、79間公寓式酒店和126套私人府邸。以法式設計為賣點。